# 横山村 (山口県)
横山村（よこやまそん）は、山口県玖珂郡にあった村。現在の岩国市中心部の錦川左岸にあたる。

## 地理
- 河川：錦川

## 歴史
- 1889年（明治22年）4月1日 - 町村制の施行により、横山村・川西村・平田村の区域をもって発足。
- 1905年（明治38年）4月1日 - 岩国町と合併し、改めて岩国町が発足。同日横山村廃止。

## 交通

### 鉄道路線
現在は旧村域に岩徳線・錦川鉄道錦川清流線の川西駅が所在するが、当時は未開業。

### 道路
- 山陽道

## 名所・旧跡・観光スポット・祭事・催事
- 岩国城
- 錦帯橋